# El vell rei
El vell rei (Le Vieux Roi) és un retrat de mig cos d'un governant de perfil, fet per l'artista francès Georges Rouault. Va ser pintat al llarg de vint anys, de 1916 a 1936, abans que un comerciant d'art el convencés d'exhibir-lo.